# Národní park Blue Lagoon
Národní park Blue Lagoon (anglicky Blue Lagoon National Park) je národní park v severní části bažin Kafua v Centrální provincii v Zambii. Park byl založen roku 1965 a zaujímá plochu 500 km². Nachází se 100 km západně od Lusaky, hlavního města Zambie.

## Historie
Na území parku byla nejdříve vojenská oblast. Roku 1960 tento prostor koupil Světový fond na ochranu přírody a založil národní parky po obou stranách řeky Kafue. Park dříve hlavně sloužil jako ochranná rezervace pro živočišné druhy, turismus je v tomto parku zatím ve fázi vývoje.

## Geografie

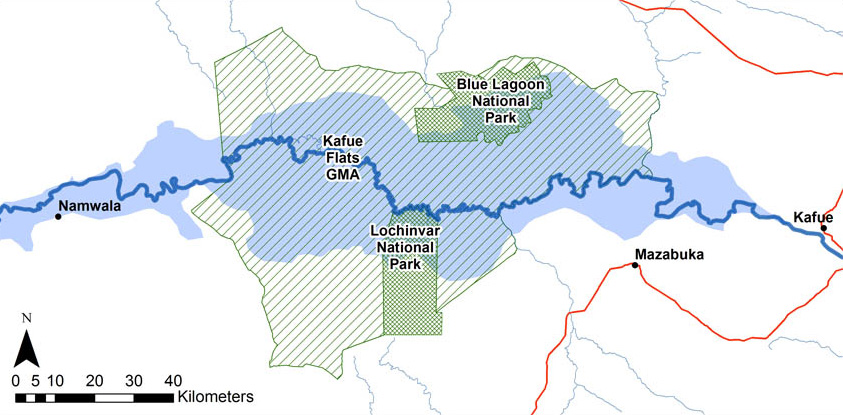
mapa Kafueské roviny s národními parky

Na druhé straně řeky Kafue leží Národní park Lochinvar. Oba parky společně tvoří geoekologickou oblast Kafueská rovina. Směrem proti proudu řeky Kafue se nachází vodní nádrž Itezhi-Tezhi a Národní park Kafue. Nádrž slouží k vyrovnávání hladiny řeky Kafue a udržování konstantního toku.

## Fauna
Národní park Blue Lagoon představuje přirozené útočiště pro vodušku červenou a další druhy antilop, nebo více než 450 druhů ptáků.